# Cessapalombo
Cessapalombo település Olaszországban, Marche régióban, Macerata megyében. Lakosainak száma 440 fő (2023. január 1.). Cessapalombo Caldarola, Camporotondo di Fiastrone, Fiastra, Valfornace és San Ginesio községekkel határos.

## Népesség
A település lakossága az elmúlt években az alábbi módon változott:
| Lakosok száma | 504  | 491  | 440  |
|               | 2017 | 2018 | 2023 |